# Вітрильний спорт на літніх Олімпійських іграх 2008
Вітрильний спорт став олімпійським видом, починаючи з 1-ї Олімпіади в Афінах (Олімпійські ігри 1896 у Греції). За винятком Олімпіади 1904 і можливої 1916 вітрильний спорт завжди був частиною олімпійської програми.
Вітрильна програма 2008 року складалася загалом з дев'яти вітрильних класів (одинадцять дисциплін). Одинадцять гонок були заплановані на кожну дисципліну, за винятком яхт класу 49er, для якого 16 гонок планувалося з 9 серпня 2008 року по 21 серпня 2008 року в Міжнародному центрі вітрильного спорту Ціндао, на узбережжі Жовтого моря. З 11 (16) гонок, 10 (15) планувалися як попередні гонки і одна — як медальна. Запливи робилися на чотирьох різних типах трас.

## Місце проведення
Відповідно до статуту МОК, змагання зі всіх спортивних дисциплін повинні проводитися або в, або якомога ближче до міста, що вибрав МОК. Виняток зроблено для Олімпійських яхтових дисциплін, змагання з яких повинні зазвичай проходити на відкритому морі. Честь проводити олімпійську вітрильну регату випала Ціндао. Для цієї мети в Ціндао було побудовано Міжнародний центр вітрильного спорту.

### Міжнародний центр вітрильного спорту в Ціндао (QISC)
Наземна частина QISC охоплює близько 45 гектарів і включає:
- Адміністративний і ігровий центр управління
- Олімпійське село
- Медіа-центр
- Центр логістики постачання
- Національний центр вітрильного спорту, міжнародний яхт-клуб на березі моря
- Міжнародний термінал для пасажирських лайнерів
- Міжнародний конференц-центр з п'ятизірковим готелем
- Торговий і розважальний центр, парки й публічні площі.

Морська частина комплексу містить:
- Основні хвилерізи
- Вторинні хвилерізи
- Причал
- Олімпійський причал

### Ділянки трас
Загалом було п'ять ділянок трас на узбережжі Жовтого моря в Ціндао. 

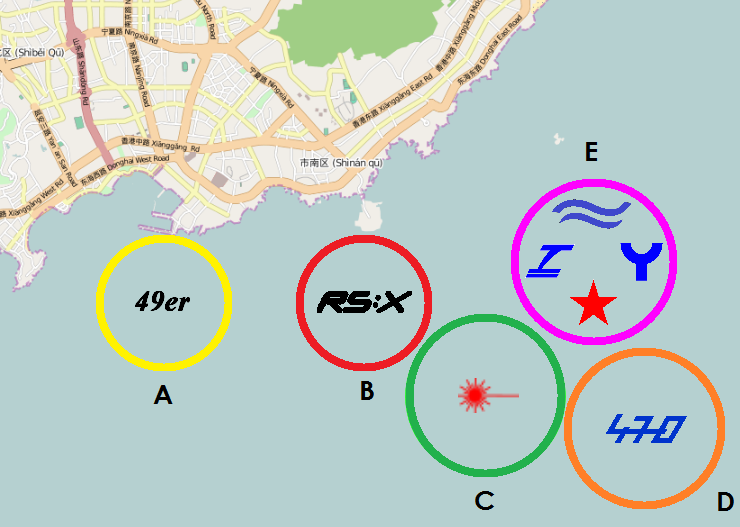
Ділянки трас на Олімпіаді 2008.
A (Жовтий): 36°2'23"N, 120°23'12"E (49er)
B (Червоний): 36°2'21"N, 120°25'32"E(RS: X)
C (Зелений): 36°1'26"’N, 120°26'52"E (Лазер і Лазер Радіал)
D (Помаранчевий): 36°1'10"N, 120°28'47"E (470)
E (Рожевий): 36°2'44"N, 120°28'9"E (Фін, Інглінг, Торнадо і Зоряний)

## Змагання

### Огляд
| Континенти | Країни | Класи | Човни | Чоловікі | Жінки |
| ---------- | ------ | ----- | ----- | -------- | ----- |
| 6          | 62     | 11    | 272   | 261      | 139   |

### Континенти
- Африка
- Азії
- Океанія
- Європа
- Північна Америка
- Південна Америка

### Країни

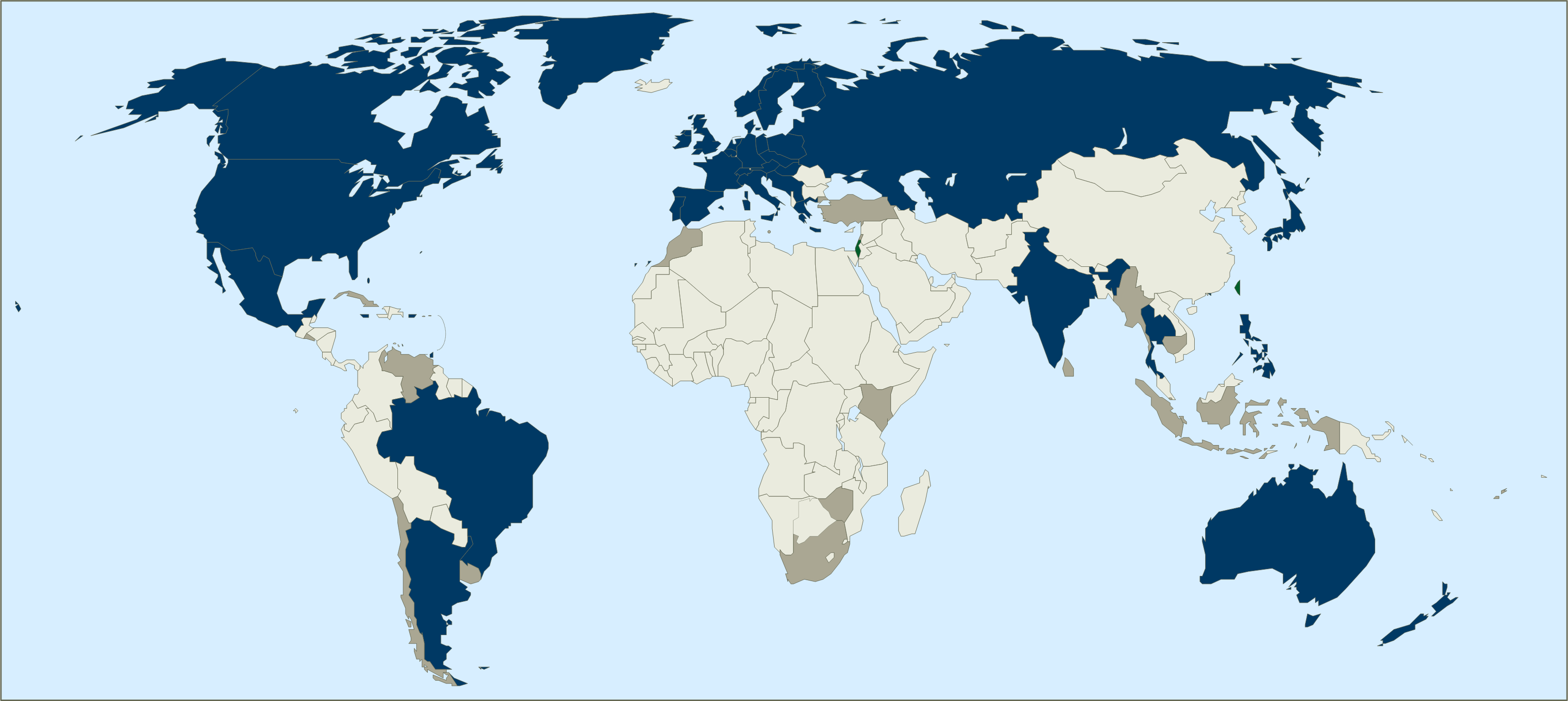
Країни, які взяли участь у змаганнях з вітрильного спорту на Олімпійських іграх 2008.
Голубий:Вода
Сірий: ніколи не брали участі в ОІ
Темно-сірий: раніше брали участь у ОІ
Зелений: Країна брала участь вперше
Темно-синій: також взяли участь у попередніх іграх

| Аргентина (ARG)                | Австралія (AUS)                  | Австрія (AUT)        | Барбадос (BAR)                        |
| Бельгія (BEL)                  | Білорусь (BLR)                   | Бразилія (BRA)       | Болгарія (BUL)                        |
| Канада (CAN)                   | Чилі (CHI)                       | Китай (CHN)          | Колумбія (COL)                        |
| Хорватія (CRO)                 | Кіпр (CYP)                       | Чехія (CZE)          | Данія (DEN)                           |
| Домініканська Республіка (DOM) | Іспанія (ESP)                    | Естонія (EST)        | Фінляндія (FIN)                       |
| Франція (FRA)                  | Велика Британія (GBR)            | Німеччина (GER)      | Греція (GRE)                          |
| Гватемала (GUA)                | Гонконг (HKG)                    | Угорщина (HUN)       | Індонезія (INA)                       |
| Індія (IND)                    | Ірландія (IRL)                   | Ізраїль (ISR)        | Американські Віргінські Острови (ISV) |
| Італія (ITA)                   | Японія (JPN)                     | Південна Корея (KOR) | Литва (LTU)                           |
| Люксембург (LUX)               | Малайзія (MAS)                   | Мексика (MEX)        | Нідерланди (NED)                      |
| Норвегія (NOR)                 | Нова Зеландія (NZL)              | Парагвай (PAR)       | Перу (PER)                            |
| Польща (POL)                   | Португалія (POR)                 | ПАР (RSA)            | Росія (RUS)                           |
| Сейшельські Острови (SEY)      | Сінгапур (SIN)                   | Словенія (SLO)       | Швейцарія (SUI)                       |
| Словаччина (SVK)               | Швеція (SWE)                     | Таїланд (THA)        | Китайський Тайбей (TPE)               |
| Туреччина (TUR)                | Об'єднані Арабські Емірати (UAE) | Україна (UKR)        | Уругвай (URU)                         |
| США (USA)                      | Венесуела (VEN)                  |                      |                                       |

### Classes (equipment)
| Class        | Type      | Event | Sailors | Trapeze | Mainsail | Jib/Genoa | Spinnaker | First OG | Olympics so far |
| ------------ | --------- | ----- | ------- | ------- | -------- | --------- | --------- | -------- | --------------- |
| RS:X         | Sailboard |       | 1       | -       | +        | -         | -         | 2008     | 1               |
| RS:X         | Sailboard |       | 1       | -       | +        | -         | -         | 2008     | 1               |
| Laser Radial | Дингі     |       | 1       | -       | +        | -         | -         | 2008     | 1               |
| Лазер        | Дингі     |       | 1       | -       | +        | -         | -         | 1996     | 4               |
| Фінн         | Дингі     |       | 1       | 0       | +        | —         | —         | 1952     | 15              |
| 470          | Дингі     |       | 2       | 1       | +        | +         | +         | 1988     | 6               |
| 470          | Дингі     |       | 2       | 1       | +        | +         | +         | 1976     | 9               |
| 49er         | Дингі     |       | 2       | 2       | +        | +         | +         | 2000     | 3               |
| Tornado      | Multihull |       | 2       | 2       | +        | +         | +         | 1976     | 9               |
| Yngling      | Keelboat  |       | 3       | 0       | +        | +         | +         | 2004     | 2               |
| Star         | Keelboat  |       | 2       | 0       | +        | +         | —         | 1932     | 17              |

| 2008 Olympic Classes designs |
| ---------------------------- |
| \| \| \| \|                  |
|                              |
|                              |

## Race schedule
| ● | Opening ceremony | ● | Practice race | ● | Race | ● | Medal race | ● | Closing ceremony |

| Date                              | August | August | August | August | August | August | August | August | August  | August | August | August | August | August | August | August  | August | August |
| Date                              | 7 Чет  | 8 П'ят | 9 Суб  | 10 Нед | 11 Пон | 12 Вів | 13 Сер | 14 Чет | 15 П'ят | 16 Суб | 17 Нед | 18 Пон | 19 Вів | 20 Сер | 21 Чет | 22 П'ят | 23 Суб | 24 Sun |
| --------------------------------- | ------ | ------ | ------ | ------ | ------ | ------ | ------ | ------ | ------- | ------ | ------ | ------ | ------ | ------ | ------ | ------- | ------ | ------ |
| Women's Practice race Men's Mixed | ●      |        | ●      | ●      | ●      |        |        | ●      |         |        |        |        |        |        |        |         |        |        |
| Women's Series Men's Mixed        |        |        | 2      | 2 3    | 2 3    | 2      | 2 3    | 2 3    | 2 3 2   | 2      | 2      | 2      | 2      | 2      |        |         |        |        |
| Women's Medal races Men's Mixed   |        |        |        |        |        |        |        |        |         | ●      | ●      | ●      | ●      | ●      | ●      |         |        |        |
| Total gold medals                 |        |        |        |        |        |        |        |        |         | 2      | 1      | 2      | 2      | 2      | 2      |         |        |        |
| Ceremonies                        |        | ●      |        |        |        |        |        |        |         |        |        |        |        |        |        |         |        | ●      |

## Медалі

### Жінки
| Дисципліни         | Золото                                                          | Срібло                                                          | Бронза                                                                 |
| ------------------ | --------------------------------------------------------------- | --------------------------------------------------------------- | ---------------------------------------------------------------------- |
| 2008: RS: X жінки  | Китай (CHN) · Інь Цзянь                                         | Італія (ITA) · Алессандра Сенсіні                               | Велика Британія (GBR) · Брайоні Шоу                                    |
| 2008: Laser Radial | США (USA) · Анна Таннікліфф                                     | Литва (LTU) · Гінтаре Шейдт                                     | Китай (CHN) · Сюй Ліцзя                                                |
| 2008: 470 (жінки)  | Австралія (AUS) · Ілайз Речічі · Тесса Паркінсон                | Нідердланди (NED) · Марселін де Конінг · Лобке Беркгаут         | Бразилія (BRA) · Фернанда Олівейра · Ізабель Сван                      |
| 2008: Інглінг      | Велика Британія (GBR) · Сара Ейтон · Сара Вебб · Філіппа Вілсон | Нідерланди (NED) · Менді Мюлдер · Аннеміке Бес · Мерел Віттевен | Греція (GRE) · Софія Бекатору · Віргінія Краваріоті · Софія Пападопулу |

### Чоловіки
| Дисципліни           | Золото                                             | Срібло                                             | Бронза                                          |
| -------------------- | -------------------------------------------------- | -------------------------------------------------- | ----------------------------------------------- |
| 2008: RS: X чоловіки | Нова Зеландія (NZL) · Том Ешлі                     | Франція (FRA) · Жульєн Бонтам                      | Ізраїль (ISR) · Шахар Зубарі                    |
| 2008: Лазер          | Велика Британія (GBR) · Пол Ґудісон                | Словенія (SLO) · Василій Жбогар                    | Італія (ITA) · Дієго Ромеро                     |
| 2008: 470 чоловіки   | Австралія (AUS) · Натан Вілмот · Малкольм Пейдж    | Велика Британія (GBR) · Нік Роджерс · Джо Ґленфілд | Франція (FRA) · Ніколя Шарбонньє · Олів'є Боссе |
| 2008: Зоряний        | Велика Британія (GBR) · Ієн Персі · Andrew Simpson | Бразилія (BRA) · Роберт Шейдт · Бруно Прада        | Швеція (SWE) · Фредрік Лееф · Андерс Екстрем    |

### Відкриті змагання
| Дисципліни    | Золото                                        | Срібло                                            | Бронза                                                |
| ------------- | --------------------------------------------- | ------------------------------------------------- | ----------------------------------------------------- |
| 2008: Фін     | Велика Британія (GBR) · Бен Ейнслі            | США (USA) · Зек Рейлі                             | Франція (FRA) · Ґійом Флоран                          |
| 2008: 49er    | Данія (DEN) · Йонас Варрер · Мартін Кіркетерп | Іспанія (ESP) · Ікер Мартінес · Ксав'єр Фернандес | Німеччина (GER) · Ян Петер Пеккольт · Ганнес Пеккольт |
| 2008: Торнадо | Іспанія (ESP) · Антон Пас · Фернандо Ечаваррі | Австралія (AUS) · Деррен Бандок · Ґленн Ешбі      | Аргентина (ARG) · Сантьяго Ланхе · Карлос Еспінола    |

## Медальний залік за країнами
| Місце   | Країна                | Золото | Срібло | Бронза | Загалом |
| ------- | --------------------- | ------ | ------ | ------ | ------- |
| 1       | Велика Британія (GBR) | 4      | 1      | 1      | 6       |
| 2       | Австралія (AUS)       | 2      | 1      | 0      | 3       |
| 3       | Іспанія (ESP)         | 1      | 1      | 0      | 2       |
| 3       | США (USA)             | 1      | 1      | 0      | 2       |
| 5       | Китай (CHN)           | 1      | 0      | 1      | 2       |
| 6       | Данія (DEN)           | 1      | 0      | 0      | 1       |
| 6       | Нова Зеландія (NZL)   | 1      | 0      | 0      | 1       |
| 8       | Нідерланди (NED)      | 0      | 2      | 0      | 2       |
| 9       | Франція (FRA)         | 0      | 1      | 2      | 3       |
| 10      | Бразилія (BRA)        | 0      | 1      | 1      | 2       |
| 10      | Італія (ITA)          | 0      | 1      | 1      | 2       |
| 12      | Литва (LTU)           | 0      | 1      | 0      | 1       |
| 12      | Словенія (SLO)        | 0      | 1      | 0      | 1       |
| 14      | Аргентина (ARG)       | 0      | 0      | 1      | 1       |
| 14      | Німеччина (GER)       | 0      | 0      | 1      | 1       |
| 14      | Греція (GRE)          | 0      | 0      | 1      | 1       |
| 14      | Ізраїль (ISR)         | 0      | 0      | 1      | 1       |
| 14      | Швеція (SWE)          | 0      | 0      | 1      | 1       |
| Загалом | Загалом               | 11     | 11     | 11     | 33      |

### Загальний медальний залік з вітрильного спорту 1896—2008
| Місце | Країна                                 | Золото | Срібло | Бронза | Загалом |
| ----- | -------------------------------------- | ------ | ------ | ------ | ------- |
| 1     | Велика Британія (GBR)                  | 24     | 14     | 11     | 49      |
| 2     | США (USA)                              | 19     | 23     | 17     | 59      |
| 3     | Норвегія (NOR)                         | 17     | 11     | 3      | 31      |
| 4     | Франція (FRA)                          | 11     | 9      | 11     | 31      |
| 5     | Данія (DEN)                            | 11     | 8      | 6      | 25      |
| 6     | Іспанія (ESP)                          | 11     | 5      | 1      | 20      |
| 7     | Швеція (SWE)                           | 9      | 12     | 11     | 32      |
| 8     | Нова Зеландія (NZL)                    | 7      | 4      | 1      | 14      |
| 9     | Бразилія (BRA)                         | 6      | 2      | 6      | 14      |
| 10    | Австралія (AUS)                        | 5      | 3      | 7      | 15      |
| 11    | Нідерланди (NED)                       | 4      | 6      | 6      | 16      |
| 12    | СРСР (URS)                             | 4      | 4      | 2      | 10      |
| 13    | Греція (GRE)                           | 3      | 2      | 2      | 7       |
| 14    | Бельгія (BEL)                          | 2      | 4      | 2      | 8       |
| 15    | Італія (ITA)                           | 2      | 2      | 8      | 12      |
| 16    | Німеччина (GER)                        | 2      | 2      | 3      | 7       |
| 16    | ФРН (FRG)                              | 2      | 2      | 3      | 7       |
| 18    | НДР (GDR)                              | 2      | 2      | 2      | 6       |
| 19    | Австрія (AUT)                          | 1      | 4      | 0      | 5       |
| 20    | Китай (CHN)                            | 1      | 2      | 1      | 4       |
| 20    | Україна (UKR)                          | 1      | 2      | 1      | 4       |
| 22    | Фінляндія (FIN)                        | 1      | 1      | 6      | 8       |
| 23    | Об'єднана німецька команда (EUA)       | 1      | 1      | 1      | 3       |
| 23    | Швейцарія (SUI)                        | 1      | 1      | 1      | 3       |
| 25    | Ізраїль (ISR)                          | 1      | 0      | 2      | 3       |
| 26    | Багамські Острови (BAH)                | 1      | 0      | 1      | 2       |
| 26    | Польща (POL)                           | 1      | 0      | 1      | 2       |
| 28    | Гонконг (HKG)                          | 1      | 0      | 0      | 1       |
| 28    | Змішана команда (ZZX)                  | 1      | 0      | 0      | 1       |
| 30    | Аргентина (ARG)                        | 0      | 3      | 2      | 5       |
| 31    | Португалія (POR)                       | 0      | 2      | 2      | 4       |
| 32    | Канада (CAN)                           | 0      | 1      | 6      | 7       |
| 33    | Японія (JPN)                           | 0      | 1      | 1      | 2       |
| 33    | Росія (RUS)                            | 0      | 1      | 1      | 2       |
| 33    | Словенія (SLO)                         | 0      | 1      | 1      | 2       |
| 36    | Нідерландські Антильські острови (AHO) | 0      | 1      | 0      | 1       |
| 36    | Куба (CUB)                             | 0      | 1      | 0      | 1       |
| 36    | Чехія (CZE)                            | 0      | 1      | 0      | 1       |
| 36    | Естонія (EST)                          | 0      | 1      | 0      | 1       |
| 36    | Ірландія (IRL)                         | 0      | 1      | 0      | 1       |
| 36    | Литва (LTU)                            | 0      | 1      | 0      | 1       |
| 42    | Американські Віргінські Острови (ISV)  | 0      | 0      | 2      | 2       |
| 43    | Угорщина (HUN)                         | 0      | 0      | 1      | 1       |
| Total | 43                                     | 148    | 139    | 130    | 422     |